# Asyl
Pour les articles homonymes, voir Asyl (race de poule).
Asyl est un groupe de rock et pop français, originaire de La Rochelle, Charente-Maritime. Formé en 1995, le groupe compte quatre albums : Maquillage, substance et modernité, sorti en 2002, Petits cauchemars entre amis (2005, Because Music), Cessions inédites (2007), et Brûle, brûle, brûle  (2009), avant la cessation de ses activités en 2011.

## Biographie
Élevé au garage rock, au punk et à la new wave, le groupe se dirige rapidement vers la composition et enchaîne concerts, K7 et démos. En 2002 sort une démo auto-produite, intitulée Maquillage, substance et modernité, qui attire les oreilles du milieu professionnel. Sur scène, Asyl joue vêtu de blanc et rend hommage au film Orange mécanique, du Zénith de Paris à la Sangria de Saint-Pourçain-sur-Sioule. Ils passent aussi du Bar des Artistes à la Flèche d’Or à Dompierre-sur-Charente, de Rodez à Rock en Seine.
Asyl participe à l'édition 2003 du Printemps de Bourges, et joue l'année suivante au FAIR et en ouverture des Francofolies de La Rochelle. Les concerts se multiplient jusqu'à la sortie d'un premier EP sur le label Because Music. Asyl se produit alors dans de nombreux festivals (festival Le Bruit de Melun, Rock en Seine 2005…). Ils apparaîtront en première partie d'Indochine et des Stranglers lors de leur tournée française. Ils ouvrent également pour des artistes comme Dionysos, Blink-182 (au Zénith de Paris), The Rakes ou encore Supergrass. Matthieu Lescop cosigne également un titre de l'album Alice et June d'Indochine.
En 2005, ils publient l'album Petits cauchemars entre amis, « un album qui avait marqué avec son oscillant entre post-punk, new wave et pop rock ». L'album est produit par Andy Gill, ancien guitariste de Gang of Four. Puis, un second EP, intitulé Intérieur extérieur, sort en début de 2006. Sur leur site web, le groupe présente ses clips. Le single Intérieur extérieur et son clip sont diffusés la nuit sur M6. Asyl commence à percer et s'offre un nouveau passage aux Francofolies en juillet 2006. Bernard Chérèze, responsable de la Play List de France Inter compare leur énergie à celle dégagée par Téléphone au début de leur carrière. Le 6 octobre 2009, ils font l'ouverture du Météor Tour d'Indochine à Rouen. Cette même année, ils sortent l'album Brûle, brûle, brûle au label Warner Music,.
Deux ans après la sortie de Brûle, brûle, brûle, le groupe cesse ses activités en 2011.
De son côté, Mathieu Peudupin joue au sein du groupe Serpent, qui définit son style musical sous le terme de « post-funk », « en quelque sorte un petit clin d’œil au post-punk. C'est un peu comme jouer du funk, de manière un peu froide, agressive et métronomique », expliquent-ils

## Style musical
Leur style musical est influencé par les Sex Pistols et le punk 77, Joy Division, le glam à la David Bowie et les groupes de punk français comme Strychnine, Taxi Girl ou Métal Urbain.

## Membres
- Lescop (de son vrai nom Mathieu Peudupin) — chant
- Nicolas Freidline — guitare, chœurs
- Antoine de Saint-Antoine (de son vrai nom Antoine Rault) — basse, chœurs
- Benjamin Freidline — batterie, chœurs

## Discographie

### EP
- 2005 : Hiroshima mis à mort (EP 5 titres, Because Music)
- 2006 : Intérieur extérieur (EP 4 titres, Because Music)